# XIV. Armee-Korps (Deutsches Kaiserreich)

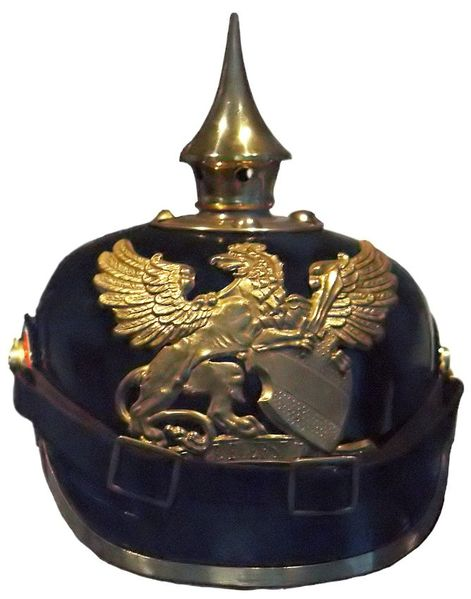
Helm

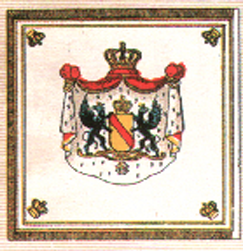
Fahnenmuster badischer Infanteriefahnen

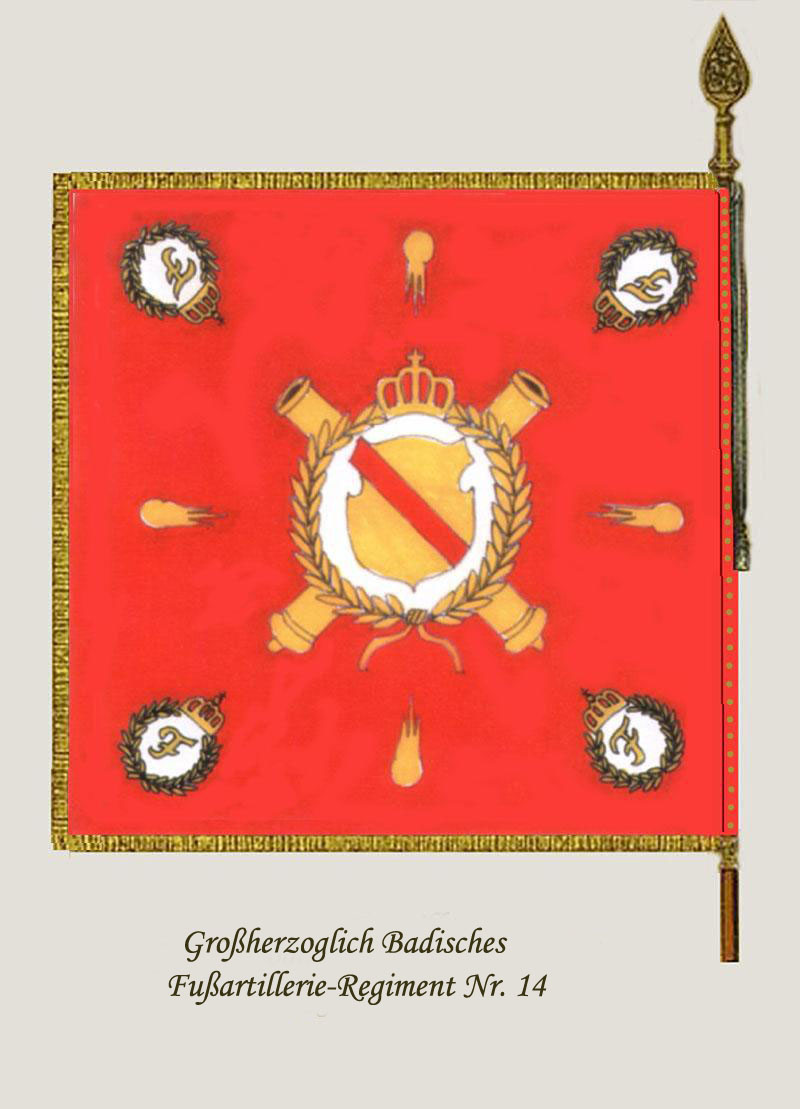
Fahne des Bad. Fußartillerie-Regiments Nr. 14 (Straßburg), verliehen 1900 von Kaiser Wilhelm II.

Das XIV. Armee-Korps war ein Großverband der Preußischen Armee des Deutschen Kaiserreiches, der die badischen Truppenteile zusammenfasste. Sitz des Generalkommandos war die badische Haupt- und Residenzstadt Karlsruhe. Zu Kriegsbeginn 1914 wurde in den Vogesen aus dem Stellvertretenden Generalkommando XIV. zusätzlich ein eigenständiger Großverband, die Armeeabteilung Gaede aufgestellt und 1916 in Armeeabteilung B umbenannt.

## Geschichte

### Deutsch-Französischer Krieg

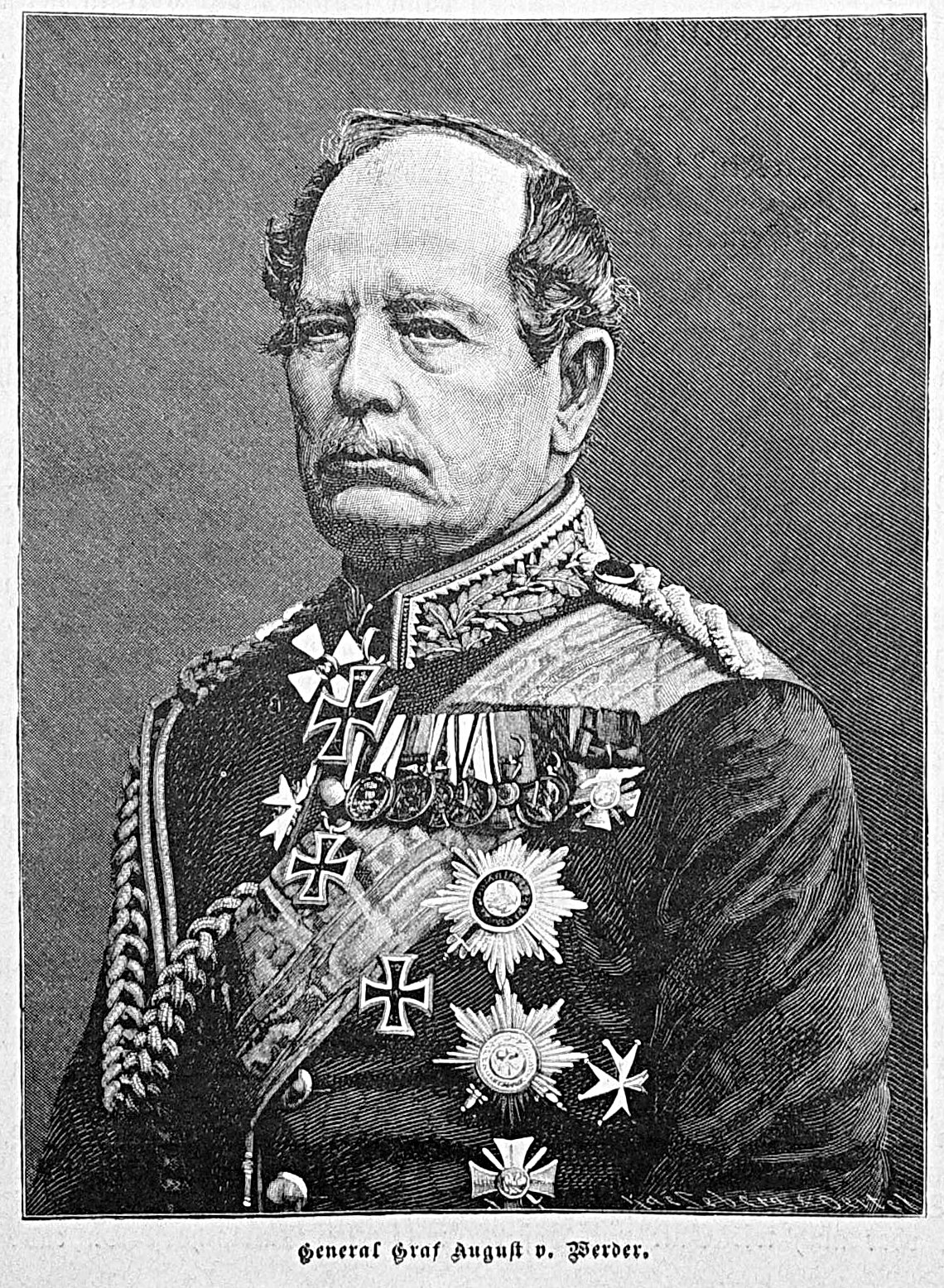
August von Werder

Im Krieg gegen Frankreich 1870/71 war zur Belagerung von Straßburg ein Blockadekorps unter General August von Werder gebildet worden. Werders Streitmacht bestand hauptsächlich aus der badischen Division unter General Gustav von Beyer, zu der auch die badische Kavallerie-Brigade (Freiherr von La Roche-Starkenfels) mit drei Dragoner-Regimentern gehörte. Später stieß noch die Garde-Landwehr-Division unter General von Loën und die 1. Landwehr-Division unter General von Tresckow zum Belagerungskorps. Als diese Truppen am 27. September 1870 nach der Einnahme Straßburgs frei wurden, wurde durch A. K. O. vom 30. September das XIV. Armee-Korps gebildet, das im März 1871 wieder aufgelöst wurde.
Aufgabe des XIV. Korps war es, die rückwärtigen Verbindungen der vor Paris liegenden deutschen Armee zu sichern. Es durchschritt zur Säuberung von Franktireurs die Vogesen über Schirmeck nach Barr. Seit Anfang Oktober hatte sich unter General Cambriels ein starkes französisches Korps bei Epinal gebildet, unter dessen Schutz sich zusätzlich Mobilgarden sammelten. Am 6. Oktober marschierte die badische Brigade Degenfeld an beiden Ufern der Meurthe vor, zwang gegnerische Truppen zum Rückzug auf Rambervillers und Bruyeres und erreichte St. Dié. Am 11. Oktober zwang man die zahlenmäßig starken, aber wenig kampfkräftigen Freischaren des Generals Cambriels zur Räumung von Bruyeres. General Werder konzentrierte seine Truppen im Raum Epinal und begann am 20. Oktober einen Vorstoß über Conflans und Luxeuil auf Vesoul. Am 22. Oktober führte er einen Angriff der am Ognon stehenden Franzosen, die den Flussübergang bei Cussey zu forcierten suchten und Rückhalt an den Truppen in Besançon hatten. Am Doubs versammelte sich ein italienisches Hilfskorps unter Garibaldi, Werder ließ dieses unbeachtet und führte sein Korps am 26. Oktober weiter nach Dampierre und Gray. Jenseits der Saône erwiesen sich dann alle Wege vom Gegner unterbrochen. In Erwartung eines Angriffs versammelte sich das XIV. Korps hinter der Vingeanne, von wo aus die Division von Beyer die Stadt Dijon nach kurzen Kämpfen am 31. Oktober 1870 besetzen konnte.
Neue Instruktionen bestimmten Werder dazu, die linke Flanke der nach der Loire abgehenden 2. Armee des Prinzen Friedrich Karl zu decken. Unter Besetzthaltung von Dijon rückte das Korps Werder nach Vesoul ab, um von dort die starken französischen Truppenkonzentrationen um Besançon und Langres einzudämmen. Gleichzeitig erschienen Garibaldis Truppen zwischen Dole und Auxonne. Der französische General Crouzat marschierte von Besançon nach Cagny, wo er sich auf 45.000 Mann verstärkte. Garibaldis Korps setzte sich derweil über Autun in Bewegung, um Bourges zu sichern.
Das XIV. Korps war auch damit beauftragt, die elsässischen Festungen einzunehmen, dazu wurde bereits Anfang Oktober die 4. Reserve-Division unter General von Schmeling bei Neuenburg über den Rhein gebracht, um die Festungen Schlettstadt und Neu-Breisach zu belagern. Schlettstadt wurde am 24. Oktober zur Übergabe gebracht, Verdun wurde am 8. November 1870 kampflos eingenommen. Neu-Breisach und das Fort Mortier kapitulierten nach neuntägigem Beschuss am 10. November. Die eigentliche Belagerung von Belfort begann am 8. November durch die 1. Reserve-Division unter General Udo von Tresckow und führte erst nach dem Waffenstillstand am 18. Februar 1871 zur Übergabe.
General Werders Korps erhielt endlich die freigewordene 4. Reserve-Division als Verstärkung und konnte seine badischen Beobachtungstruppen bei Vesoul und Gray dadurch freimachen. Am 25. November rückte eine Division Garibaldis gegen Dijon heran, konnte aber von der badischen Besatzung am 27. abgeschlagen werden. Bis Mitte Dezember musste im Westen und Süden Dijons Gefechte gegen die Division Cremer geführt werden, darunter am 18. Dezember 1870 das Gefecht bei Nuits. Nach dem Falle der nördlichen Festungen wurden auch zusätzliche Teile vom VII. Armee-Korps frei, welche die wichtigen Verbindungswege im Norden Dijons sicherten.
Werders Korps hatte jetzt die gesamte Linie von Dampierre an der Saone über Vesoul bis zur Lure zu decken.
Nach einem Gefecht bei Vesoul am 5. Januar wurde klar, dass eine neue gegnerische Armee (französisches 18., 20. und 24. Korps) im Anmarsch war, deren Ziel der Entsatz von Belfort und die Abschneidung der rückwärtigen Verbindung der Deutschen war. Diese Ostarmee unter General Bourbaki versuchte sich zwischen Werders Korps und die Festung Belfort zu schieben und diese zu trennen. Am 9. Januar kam es dabei zum Treffen von Villersexel, in welcher General von Tresckow den Rückzug anordnen musste.
Am 10. Januar rückte Werders Korps der Bedrohung bis Ronchamps entgegen, ein Detachement unter Oberst von Willisen verblieb zur Beobachtung des Gegners an der Lure zurück. Die badische Division erreichte am 11. Januar rechtzeitig Frahier an der Lisaine und nahm Verbindung mit dem Zernierungskorps von Belfort auf.
Zum wichtigsten Einsatz des XIV. Korps in diesem Krieg kam es am 15., 16. und 17. Januar 1871 westlich der Festung in der dreitägigen Schlacht an der Lisaine. Mit etwa 43.000 Mann konnte General Werder alle Angriffe der dreifach überlegenen französischen Ostarmee erfolgreich abschlagen. Die Badische Division zeichnete sich dabei am rechten Flügel vor Frahier, die zugeteilte 4. Reserve-Division unter General Schmeling am linken Flügel vor Montbéliard aus. Im Zentrum von Hericourt bis gegen Chagny stoppten 61 Geschütze den zu spät angesetzten Angriff des französischen 18. und 20. Korps.
Die anschließende Verfolgung des geschlagenen Gegners erfolgte im Zusammenwirken mit der im Département Côte-d’Or eingreifenden deutschen Südarmee unter General von Manteuffel. Am 25. Januar erreichte das XIV. Korps über Rioz marschierend die Verbindung zur Südarmee und machte die 14. Division des VII. Korps im Raum Besançon frei. Die Operation führte Anfang Februar 1871 zum Übergang von etwa 87.000 französischen Soldaten in die Schweiz. Zu Ehren des Korps wurde daher 1876 in Freiburg im Breisgau das Siegesdenkmal eingeweiht.
Nach dem Friedensschluss wurde am 1. Juli 1871 das XIV. Armee-Korps aus badischen und preußischen Truppen erneut aufgestellt. Im September 1885 war während der großen Herbstübungen Prinz Wilhelm von Preußen (späterer Kaiser Wilhelm II.), damals Major, zur Dienstleistung beim Generalkommando des XIV. Armee-Korps kommandiert. Ab dem 29. März 1900 war Erich von Falkenhayn für fünf Monate Chef des Stabes.

### Erster Weltkrieg
Anfang August 1914 stand das XIV. Armee-Korps unter Führung des General der Infanterie Ernst von Hoiningen im Verband der 7. Armee in den Vogesen. Die unterstellte 28. und 29. Division kämpfte in der ersten Schlacht bei Mülhausen, verlegte dann nach Lothringen zur 6. Armee und griff am 24. August auch in der Schlacht bei Saarburg ein. Am 31. August 1914 übernahm General Theodor von Watter die Führung des Korps, das während des Wettlaufes zum Meer Ende September der Verlegung der 6. Armee in den Raum Arras nachfolgte. Ab 6. Oktober kämpfte das Korps in der ersten Schlacht bei Arras. Noch bevor dort eine Entscheidung herbeigeführt wurde, begann bereits die Ausladung der 28. Division bei Douai und das dortige Eingreifen in der Schlacht um Lille. Das XIV. Armee-Korps versuchte dabei nördlich Lens die Franzosen zu umfassen und deckte die Ausladung des sächsischen XIX. Armee-Korps östlich Valenciennes. Nach Erstarrung der Front im Oktober 1914 folgten für das Korps jahrelange Stellungskämpfe in Französisch – Flandern und im Artois.
Das Korps verblieb bis Mai 1915 im Raum Arras mit Schwerpunkt bei La Bassee und um die Loretto-Höhe bei Ablain. Mitte Juni 1915 erfolgte die Verlegung zur 3. Armee, es machte das X. Reserve-Korps im Raum Reims frei und war von Mitte Oktober bis zum November an der Herbstschlacht in der Champagne beteiligt. Ab 12. August 1916 wurde der Kommandierende General Karl Heinrich von Hänisch durch Generalleutnant Chales de Beaulieu ersetzt. Im Oktober 1916 wurde das XIV. Korps auch kurzfristig in der Schlacht an der Somme eingesetzt.

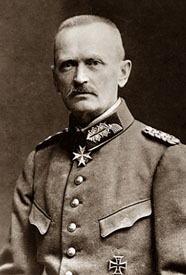
Martin Franz Chales de Beaulieu

Zwischen 4. November 1916 bis zum 9. März 1917 lag das Korps als Gruppe „Hardaumont“ an der nordöstlichen Verteidigungsfront von Verdun und stemmte sich französischen Gegenangriffen entgegen. Zwischen 16. und 25. April 1917 bildete das Korps während der Schlacht an der Aisne die Gruppe „Prosnes“ bei der 1. Armee in der westlichen Champagne. Es musste sich starker Angriffe der französischen 4. Armee erwehren und wurde nach seiner Ablöse durch das III. Armee-Korps aus dem Großkampf herausgezogen. Nach seiner Rückverlegung an die flandrische Front übernahm das Korps als Gruppe „Dixmude“ vom 11. Mai bis zum 23. August 1917 bei der 4. Armee während der Dritten Flandernschlacht die Verteidigung des Abschnittes nördlich von Ypern. Der Gruppe Dixmuide unterstanden zu Beginn der Schlacht die 40. und 111. Infanterie-Division, sowie die 2. Garde-Reserve-Division, die im Großkampf rasch verbraucht waren. Am 20. Juni waren dem Korps die 19. und 20. Landwehr-Division und die 49. Reserve-Division zugeteilt.
Nach dem Abflauen dieser Schlacht übernahm das Korps zwischen 24. November und 4. Dezember 1917 die weiter südlicher in Flandern stehende Gruppe „Wytschaete“. Am 7. Dezember 1917 wurde das XXIII. Reserve-Korps bei der 2. Armee freigemacht, das Korps übernahm dabei bis zum Beginn der deutschen Frühjahrsoffensive die Gruppe „Busigny“ im Raum westlich Cambrai.
Ab 21. März 1918 nahm das Korps beim Unternehmen Michael im Abschnitt der 2. Armee an der Durchbruchsschlacht nördlich St. Quentin teil. Der Gruppe „Gontard“ waren dabei zwischen Nauroy und Bellicourt die 4. Garde-Division und 25. Division in Front, in zweiter Linie die 1. Division als Reserve zugewiesen worden. Ende Juni 1918 wurde die Gruppe „Gontard“ wieder der 1. Armee zugeführt und rang in der Schlacht zwischen Soissons und Reims. Nach dem Scheitern des zweiten Durchbruchversuches an der Marne folgten Abwehrkämpfe an der Aisne. Nach dem deutschen Rückzug folgten für das Korps im August 1918 weitere Abwehrkämpfe in der Champagne, zu Kriegsende stand das Korps bei der 18. Armee in der Maas–Stellung.

## Friedensgliederung
Vor Beginn des Ersten Weltkrieges war das Korps der V. Armee-Inspektion in Karlsruhe unterstellt. Ihm unterstanden folgende militärischen Verbände:
- 28. Division in Karlsruhe
- 29. Division in Freiburg im Breisgau
- Badisches Fußartillerie-Regiment Nr. 14[7]
- Badisches Pionier-Bataillon Nr. 14
- Telegraphen-Bataillon Nr. 4
- Badisches Train-Bataillon Nr. 14

## Kommandierende Generale
| Dienstgrad                             | Name                      | Datum                                  |
| -------------------------------------- | ------------------------- | -------------------------------------- |
| General der Infanterie                 | August von Werder         | 30. September 1870 bis 14. April 1879  |
| General der Infanterie                 | Hugo von Obernitz         | 15. April 1879 bis 19. August 1888     |
| General der Infanterie                 | Sigismund von Schlichting | 20. August 1888 bis 1. Januar 1896     |
| General der Kavallerie                 | Adolf Karl von Bülow      | 02. Januar 1896 bis 26. Januar 1902    |
| General der Infanterie                 | Max von Bock und Polach   | 27. Januar 1902 bis 10. September 1907 |
| Generalleutnant/General der Infanterie | Ernst von Hoiningen       | 11. September 1907 bis 31. August 1914 |
| Würt. Generalleutnant                  | Theodor von Watter        | 01. September 1914 bis 9. März 1915    |
| Generalleutnant                        | Karl Heinrich von Hänisch | 10. März 1915 bis 11. August 1916      |
| Generalleutnant                        | Martin Chales de Beaulieu | 12. August 1916 bis 4. September 1917  |
| Generalleutnant                        | Alfred von Böckmann       | 05. September bis 1. November 1917     |
| Generalleutnant                        | Friedrich von Gontard     | 02. November 1917 bis 28. Juni 1919    |

## Armeeabteilung B

### Geschichte
Bei der Mobilmachung 1914 wurde auch das stellvertretende Generalkommando XIV mobilgemacht und am 19. September 1914 in Armeegruppe „Gaede“ umbenannt. Zwei Monate später, ab dem 25. November, wurde sie erneut umbenannt in Armeeabteilung „Gaede“. Am 6. September 1916 erhielt sie ihren endgültigen Namen Armeeabteilung „B“. Sie wurde nach Ende des Krieges am 23. Dezember 1918 aufgelöst.

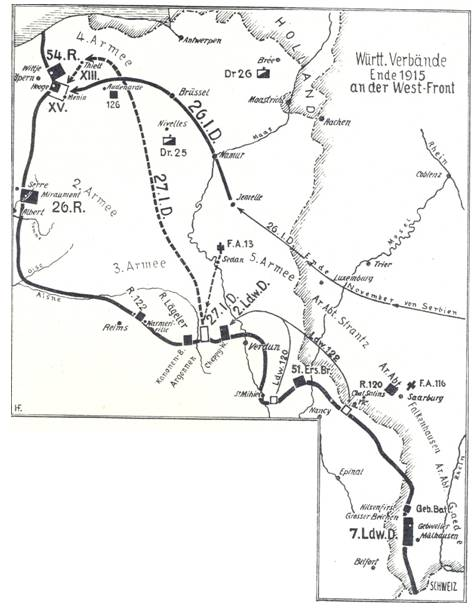
Armeeabteilung Gaede 1915

Die Armeegruppe/Armeeabteilung war nur an der Westfront von den südlichen Vogesen bis zum Sundgau bei der Heeresgruppe Deutscher Kronprinz, ab 25. Februar 1917 Heeresgruppe Herzog Albrecht von Württemberg eingesetzt.
Vom 2. August bis 19. September 1914 stand sie als Deckungstruppen hinter der 7. Armee am Oberrhein. Nach Verlegung der 7. Armee nach Norden übernahm sie deren Frontabschnitt.

### Kriegsgliederung bei der Mobilmachung 1914
- Brigadetruppen

IV. Bataillon/Landwehr-Infanterie-Regiment Nr. 99
2. Landwehr-Eskadron XIV
Feldartillerie-Ersatz-Abteilung 14
3. Batterie/Landwehr-Fußartillerie-Regiment Nr. 13
- 2. Bayerische gemischte Landwehr-Brigade

1. und 2. Batterie/Landwehr-Fußartillerie-Bataillon 20
- 51. (Württ.) Landwehr-Brigade

Landwehr-Infanterie-Regiment Nr. 121 mit Kompanien
Württembergisches Landwehr-Infanterie-Regiment Nr. 123 mit drei Kompanien
Landwehr-Batterie XIII
4. Batterie/Landwehr-Fußartillerie-Bataillon 20
2. Landwehr-Pionier-Kompanie XIII
(Januar bis März 1915 mit Württembergischer Schneeschuh-Kompanie Nr. 1)
- 55. gemischte Landwehr-Brigade

Landwehr-Infanterie-Regiment Nr. 40 mit zwei Bataillonen
Württ. Landwehr-Infanterie-Regiment Nr. 119 mit vier Kompanien
1. Landwehr-Eskadron XIII
Landwehr-Feldartillerie-Batterie 76/XIV
2. und 4 Batterie/Fußartillerie-Regiment Nr. 16
5. mobile Batterie/Ersatz-Bataillon des Fußartillerie-Regiments Nr. 20
1. Kompanie/Bad. II. (Reserve) Pionier-Bataillon Nr. 14
Ab 11. Dezember 1914 kam die Division Fuchs (mit 29. Infanterie-Brigade, 31. Infanterie-Brigade und drei Batterien der Bayerischen Ersatz-Division, bisher Armeeabteilung Strantz), am 24. Dezember 1914 die 42. Kavallerie-Brigade (bisher 7. Kavallerie-Division) hinzu. Am 23. Dezember 1914 wurde die 31. Infanterie-Brigade an die 3. Armee abgegeben. Am 27. Dezember 1914 kam die 7. Kavallerie-Division (ohne 30. und 42. Kavallerie-Brigade, ohne Jäger-Bataillon Nr. 9) hinzu.
1915 wurden die bisher selbständigen Brigaden der Armee-Abteilung in neu gebildete Divisionen eingegliedert.
- 6. Königlich Bayerische Landwehr-Division ab Februar
- 7. (Württembergische) Landwehr-Division ab 14. April
- 12. Landwehr-Division ab 14. April
- 21. Landwehr-Division ab 14. April

Im Mai 1917 wurden die 7. (Württembergische) Landwehr-Division und die 12. Landwehr-Division abgegeben, dafür kam die 26. (Württembergische) Landwehr-Division zur Armeeabteilung B.

### Kommandierende Generale
| Dienstgrad             | Name              | Datum                                   |
| ---------------------- | ----------------- | --------------------------------------- |
| General der Infanterie | Hans Gaede        | 13. August 1914 bis 3. September 1916   |
| General der Infanterie | Erich von Gündell | 03. September 1916 bis 7. November 1918 |

## Verweise